# To Travel for Evermore
Albums de Wuthering Heights
Within
(1999) Far from the Madding Crowd
(2004)
To Travel for Evermore est le deuxième album du groupe danois de power metal progressif Wuthering Heights, publié en janvier 2002 par Sensory.

## Liste des chansons
Toute la musique est composée par Wuthering Heights.
| No | Titre                                 | Durée |
| -- | ------------------------------------- | ----- |
| 1. | Behind Tearstained Ice (instrumental) | 2:15  |
| 2. | The Nevershining Stones               | 6:25  |
| 3. | Dancer in the Light                   | 5:31  |
| 4. | Lost Realms                           | 8:28  |
| 5. | Battle of the Seasons (instrumental)  | 8:48  |
| 6. | A Sinner's Confession                 | 9:47  |
| 7. | See Tomorrow Shine                    | 5:13  |
| 8. | Through Within to Beyond              | 6:52  |
| 9. | River Oblivion                        | 3:54  |